# Persi in un buon libro
Persi in un buon libro è un romanzo di genere fantastico del 2002, dello scrittore inglese Jasper Fforde. L'opera potrebbe in realtà essere ascritta anche al genere thriller e a quello umoristico. Si tratta del secondo romanzo della serie di Thursday Next.
La narrazione si pone come diretta continuazione del precedente romanzo dell'autore, dal titolo Il caso Jane Eyre e continua senza soluzione nel successivo Il pozzo delle trame perdute.

## Trama
Reduce dalle avventure descritte nel precedente romanzo, Thursday Next, reintegrata nel corpo dei detective letterari del reparto OPS (Operazioni Speciali) 27, e felicemente sposata con l'amato Landen Parke-Laine, è ormai una vera celebrità e viene invitata al Talk Show del grande anchorman Adrian Lush su Telerospo, dove è costretta a rilasciare un'intervista con i severi limiti della censura imposta dalla Goliath, dal governo e dai suoi stessi capi.
La nuova avventura della protagonista si apre con la ricerca di presunte copie autentiche del Cardenio, una commedia di cui sono in dubbio tanto l'esistenza quanto la paternità scespiriana. Una copia verosimilmente autentica viene rinvenuta da Thursday e dal suo collega Bowden nella biblioteca blindata di Lord Volescamper. Durante questo avvio del romanzo, a Thursday capita sovente di esser contattata da un misterioso Akrid Snell, che si dichiara suo difensore d'ufficio in un misterioso processo di prossimo svolgimento, conducendovi un dialogo cui solo lei può partecipare, tramite note a piè di pagina.
A seguito di un rocambolesco intervento su di un convoglio della sopraelevata su cui si trovano sette donne con lo stesso nome e che è condotto da un Neanderthal depresso dalla sua sterilità (tipica di questa specie umana nella versione geneticamente resuscitata per clonazione negli anni ‘80), Thursday viene uccisa da un colpo di arma da fuoco di un agente OPS; grazie al tempestivo intervento di suo padre, disertore latitante della Cronoguardia, la protagonista viene ricondotta indietro nel tempo e salva così il conducente del treno e se stessa, ma intuisce che in alcuni momenti le coincidenze intorno a lei diventano eccessive. Il padre di Thursday la avvisa inoltre che tutto il mondo sta per finire, concentrato in una palla di melma rosea. In occasione di una riunione di famiglia, lo zio Mycroft le fornisce pertanto un entropometro (misuratore di entropia), avvisandola di utilizzarlo quando il livello di coincidenze dovesse apparirle troppo alto. Alla fine della serata, Mycroft entra in pensione e si smaterializza nel suo laboratorio domestico, insieme alla moglie Polly.
Grazie all'uso tempestivo dell'entropometro (un barattolo di vetro contenente fagioli e lenticchie), Thursday scampa così all'accidentale caduta di una vecchia automobile da un dirigibile da trasporto durante una scampagnata con suo marito Landen lungo la tratta della migrazione stagionale dei mammuth.
Interrogata da Flanker, capo delle OPS1, in merito all'intervento sul tempo da parte di suo padre, Thursday è messa alle strette ma viene salvata dal suo difensore Neanderthal, Mister Higgins, che afferma, mentendo, che Thursday stesse operando per conto di OPS13, di cui egli fa parte.
Tornata a casa, Thursday apprende che la Goliath ha sradicato Landen dal flusso del tempo, impedendone il salvataggio all'età di due anni da parte del padre, Billden, in occasione di un incidente d'auto. Per restituirle il marito, La Goliath pretende che Thursday accetti un patto, ovvero liberare il perfido Jack Schitt, dirigente della compagnia rimasto imprigionato in una poesia di Edgar Allan Poe durante gli eventi descritti nel precedente romanzo.
Thursday chiede quindi un consiglio alla nonna, cui racconta tutta la storia. Nonna Next le suggerisce di tentare di entrare nei libri con la forza della fantasia, proprio come miss Nakajima, di professione accompagnatrice turistica nelle avventure della narrativa, aveva mostrato di saper fare, nel precedente romanzo, in occasione dell'incontro con Thursday all'interno del romanzo Jane Eyre. 
Thursday decide pertanto di partire alla volta di Osaka, alla ricerca della donna, e vi si reca attraverso il Gravitube, un tubo che attraversa la terra longitudinalmente e in cui si procede in veicoli ultrarapidi in caduta libera. Nel mentre, ricompaiono le note di Akrid Snell, che così avvisa Thursday che la ragazza verrà processata per la variazione del finale del romanzo Jane Eyre; il processo avrà luogo nell'omonimo romanzo di Franz Kafka, e con lo stesso giudice. A Osaka, Thursday è tallonata dalla Goliath, ma riesce a individuare l'abitazione di Miss Nakajima, nella quale si imbatte in un libro che le consente di entrare in Giurisfiction. Questa è un'immensa biblioteca in una dimensione parallela, custodita dal Gatto del Cheshire (cfr. Alice nel Paese delle Meraviglie), che l'affida alle cure di Miss Havisham, protagonista di Grandi speranze di Dickens, la quale dovrà insegnarle come penetrare all'interno delle trame delle opere letterarie. Giurisfiction è in realtà anche un corpo di agenti di sorveglianza dell'integrità delle opere letterarie stesse. Il primo evento in questa dimensione è il processo kafkiano, da cui Thursday, difesa da Snell, esce indenne, mentre il suo stesso accusatore verrà incriminato.
In seguito, in una folle corsa con la Porsche di Thursday Miss Havisham conduce la protagonista alla libreria Booktastic di Swindon (città natale dell'autore del romanzo), dove per via delle offerte librarie in corso si scatena una violenta lotta fra acquirenti inferociti e disposti ad uccidere pur di effettuare i loro acquisti a prezzo scontato. Thursday riesce però a comprare un cofanetto d'occasione per conto di Miss Havisham, così da far bella figura con la sua maestra, ma all'uscita viene arrestata dalla polizia per le innumerevoli infrazioni commesse in auto.
Nel frattempo, nel mondo reale il Cardenio viene ceduto a Yorrick Kaine, leader del partito ultraconservatore dei Whig, con l'intento di ingraziarsi i voti degli amanti di Shakespeare, cui promette la diffusione della rappresentazione a titolo gratuito dopo le imminenti elezioni politiche.
Thursday e suo padre tentano di salvare Landen introducendosi di soppiatto nell'anno dell'incidente d'auto, ma giunti sul posto cadono nell'imboscata della Cronoguardia, agli ordini del capitano Lavoisier, che opera in realtà per conto della Goliath. I due riescono però a fuggire, e in una rocambolesca accelerazione temporale superano il momento della distruzione del mondo ridotto a melma rosea (preconizzato dal padre in precedenza), e tornano al presente.
Rientrata in Giurisfiction, Thursday viene incaricata di correggere la trama del secondo capitolo del romanzo Grandi speranze, assistita da Miss Havisham; l'intervento riesce, e Thursday fa rientro nel mondo reale. La ragazza è ora in grado di entrare e uscire dai libri. Durante la notte, sogna il marito Landen che l'aiuta a ricostruire l'accaduto e, facendola scavare nella sua memoria, le fa soprattutto osservare la presenza di una donna dalle scarpe rosse in molti eventi che si sono verificati: si tratta di Aonis Hades, sorella dell'odiato Acheron, che sta tentando di vendicare quest'ultimo; al risveglio, durante la visita del fratello Joffy, questi le dice che Miles, che Thursday sospettava essere il suo ragazzo in questa nuova dimensione senza Landen, è in realtà il compagno di lui stesso; Thursday trova così conferma che il bimbo che porta in grembo è il figlio di suo marito sradicato, e finalmente si dice pronta a entrare nel Corvo di Poe per liberare Schitt. Sequestrata dalla Goliath Thursday accetta quindi il patto e, trascinata nel sotterraneo della sede della compagnia alla presenza di Lavoisier e Schitt-Hawse, entra nella poesia, dalla quale libera un Jack Schitt completamente imbarbarito. La Goliath però non rispetta il patto e Thursday viene imprigionata nelle segrete; qui non ci sono libri attraverso cui fuggire, ma Miss Havisham accorre in suo aiuto, facendola balzare nell'etichetta dei suoi pantaloni e da lì nel manuale d'uso della sua lavatrice, da cui le due riescono a rientrare in Giurisfiction. Qui Thursday incontra Harris Tweed, burbero investigatore letterario di prima qualità, che le comunica che il Cardenio era in realtà stato trafugato da un Page-Runner (un personaggio in fuga dal suo romanzo d'origine), e che bisogna recuperarlo: i due si recano quindi alla biblioteca di Lord Volescamper e forzano la cassaforte. Il colpevole era Yorrick Kaine, che si dà alla fuga.
Rientrata a casa, tallonata ora sia dalle OPS che dalla Goliath, Thursday riceve la visita di Cordelia Flakk (la PR delle OPS), che accompagna un lettore ansioso di conoscerla, il quale accidentalmente suggerisce che la melma rosea, rimasta in casa, sia in effetti della semplice glassa alla fragola, e che l'unico in grado di risolvere la questione della fine del mondo (ormai prossima) è lo zio Mycoft. Giunta nel laboratorio della sua azienda, la ragazza vi trova il cugino e apprende che la macchina che trasforma la materia organica in glassa alla fragola è fuori controllo; il livello di entropia è alto e la distruzione del mondo è imminente. A sei minuti dall'evento, Aornis Hades restituisce alla memoria di Thursday tutti i ricordi che le aveva cancellato dei numerosi loro incontri, compreso l'ultimo, da basso, in cui la donna le ha proposto un patto scellerato: se la ragazza si ucciderà, a sei minuti dalla fine il mondo sarà risparmiato. Thursday saluta il cugino, impugna la sua pistola e la porta alla testa; in quel momento appare suo padre, che la ferma. All'uomo è tutto chiaro ora: deve viaggiare a tre milioni di anni prima con la glassa impazzita, e così liberare sul pianeta terra quei composti chimici di base che daranno origine alla vita (vedere citazione sotto). La ragazza piange la scomparsa definitiva del padre, che la lascia, fiero di aver compreso di essere colui che darà la vita alla terra.
Recatasi in casa della madre, Thursday vi scopre con immensa sorpresa che nel nuovo flusso di storia così generato, suo padre è nuovamente fra loro, ma l'uomo non ricorda ogni dettaglio di quanto accaduto; per mettere sua figlia al riparo dalle ire di OPS e della Goliath nel periodo del parto, il padre le propone una dimensione alternativa provvisoria, un mondo in cui Landen sarebbe vivo (ma lei non avrebbe con lui alcuna relazione), in cui non esistono mammuth né dodo, né gravitube, dove si viaggia da una parte all'altra della terra su strani mezzi chiamati aviogetti, e dove la Guerra di Crimea è finita nel 1854 e la seconda guerra mondiale nel 1945. In questo mondo inoltre, la Goliath esiste comunque, ma sotto altre spoglie. Thursday rifiuta una vita in cui perderebbe il ricordo del suo uomo e decide di riparare all'interno di una storia inedita nel Pozzo delle Trame Perdute in Giurisfiction, in attesa di tornare all'azione per liberare l'amato Landen. La sua casa sarà ora un idrovolante ormeggiato in disuso.

## Citazioni
E rise.
"È buffo come si aggiustano le cose a volte, non è vero? Tutta la vita sulla Terra discende dai composti organici e dalle proteine contenuti dentro una glassa, una sostanza gelatinosa come il nostro Dream Topping".
"E dentro il garofano. E dentro di te".
Mi sorrise.
"Di me? Sì. Ho sempre pensato che questa potrebbe essere la fine, quella vera - ma, in effetti, non è altro che l'inizio. E io sono questa 'cosa'. Questo mi fa sentire... come dire?... be', umile.»

## Riconoscimenti
- Premio Dilys 2004.[1]

## Edizioni
- Jasper Fforde, Lost in a Good Book, collana A Thursday Next Novel, Viking Press, 2002, ISBN 0-340-82467-0.
- Jasper Fforde, Persi in un buon libro, traduzione di Pier Francesco Paolini, collana Gli Alianti n° 140, Marcos y Marcos, 2007, ISBN 88-7168-448-6.